# Stig Unger
Stig Magnus Abraham Unger, född den 7 augusti 1910 i Lysekil, död den 16 juni 1986 i Genève, var en svensk diplomat. Han var son till landshövding Abraham Unger. 
Unger avlade juris kandidatexamen vid Uppsala universitet 1933. Han blev attaché vid utrikesdepartementet 1934, tjänstgjorde därefter i Washington, New York, Köpenhamn och Berlin 1935–1947, blev byråchef vid utrikesdepartementet 1947, handelsråd i London 1949, beskickningsråd 1951 och med utrikesråds namn biträdande chef för politiska avdelningen vid utrikesdepartementet 1952. Unger blev tillförordnad chargé d’affaires i Belgrad 1954, envoyé där 1954–1956 och ambassadör 1956–1961, ambassadör i Bryssel och Luxemburg 1961–1965 och övergick därefter i disponibilitet. Han var internationell förhandlingsdirektör vid Atlas Copco 1965–1983. Unger blev riddare av Nordstjärneorden 1951, kommendör av samma orden 1957 och kommendör av första klassen 1963. Han vilar på Norra begravningsplatsen utanför Stockholm.